# Макс Райт
Макс Райт (на английски: Max Wright) (роден като George Edward Maxwell Wright) е американски актьор. Най-известен е с ролята си на Уили Танер в комедийния сериал „Алф“.
Роден е на 2 август 1943 г. в Детройт, Мичигън, САЩ.
През 2000 г. е арестуван за шофиране в нетрезво състояние и за втори път през 2003 г.
Умира на 26 юни 2019 г. от лимфома.